# Winterthur Warriors
I Winterthur Warriors sono una squadra svizzera di football americano di Winterthur; sono stati fondati nel 1987.
Tra il 2004 e il 2007 hanno giocato 4 volte consecutive la finale per il titolo nazionale, vincendo solo nel 2006 contro gli Zürich Renegades.

## Dettaglio stagioni

### Tackle football

#### Tornei nazionali

##### Campionato

###### Lega Nazionale A/Campionato SAFV
| Stagione | regular season | regular season | regular season | regular season | regular season | regular season | playoff | playoff | playoff | playoff | playoff | playoff      | playoff           |
|          | Vin            | Par            | Per            | Tot            | PF             | PS             | Vin     | Per     | Tot     | PF      | PS      | risultato    | avversaria        |
| -------- | -------------- | -------------- | -------------- | -------------- | -------------- | -------------- | ------- | ------- | ------- | ------- | ------- | ------------ | ----------------- |
| 1994     | 0              | 0              | 8              | 8              | 18             | 269            | -       | -       | -       | -       | -       | -            | -                 |
| 2001     | 0              | 0              | 9              | 9              | 25             | 376            | -       | -       | -       | -       | -       | -            | -                 |
| 2002     | 0              | 0              | 8              | 8              | 20             | 312            | -       | -       | -       | -       | -       | -            | -                 |
| 2003     | 3              | 0              | 6              | 9              | 233            | 252            | -       | -       | -       | -       | -       | -            | -                 |
| 2004     | 7              | 0              | 2              | 9              | 231            | 151            | 1       | 1       | 2       | 63      | 54      | Swiss Bowl   | Zürich Renegades  |
| 2005     | 8              | 0              | 0              | 8              | 354            | 88             | 1       | 1       | 2       | 76      | 50      | Swiss Bowl   | Zürich Renegades  |
| 2006     | 6              | 0              | 2              | 8              | 120            | 136            | 2       | 0       | 2       | 66      | 13      | Campioni     | Zürich Renegades  |
| 2007     | 4              | 0              | 4              | 8              | 231            | 147            | 1       | 1       | 2       | 60      | 48      | Swiss Bowl   | Bern Grizzlies    |
| 2008     | 2              | 0              | 6              | 8              | 128            | 255            | -       | -       | -       | -       | -       | -            | -                 |
| 2009     | 4              | 0              | 4              | 8              | 230            | 187            | 0       | 1       | 1       | 46      | 51      | Semifinale   | Zürich Renegades  |
| 2010     | 0              | 0              | 10             | 10             | 163            | 369            | 0       | 1       | 1       | 27      | 32      | Relegati     | Basel Meanmachine |
| 2012     | 1              | 0              | 8              | 9              | 80             | 362            | 1       | 0       | 1       | 19      | 6       | Non relegati | Basel Meanmachine |
| 2013     | 4              | 0              | 6              | 10             | 209            | 353            | 0       | 1       | 1       | 7       | 54      | Semifinale   | Calanda Broncos   |
| 2014     | 3              | 0              | 7              | 10             | 210            | 350            | -       | -       | -       | -       | -       | -            | -                 |
| 2015     | 4              | 0              | 6              | 10             | 188            | 296            | 0       | 1       | 1       | 6       | 45      | Semifinale   | Calanda Broncos   |
| 2016     | 5              | 0              | 5              | 10             | 205            | 229            | 0       | 1       | 1       | 21      | 52      | Semifinale   | Calanda Broncos   |
| 2017     | 5              | 0              | 5              | 10             | 223            | 257            | 0       | 1       | 1       | 15      | 49      | Semifinale   | Calanda Broncos   |
| 2018     | 5              | 0              | 5              | 10             | 285            | 325            | 0       | 1       | 1       | 6       | 55      | Semifinale   | Calanda Broncos   |
| 2019     | 3              | 0              | 7              | 10             | 178            | 224            | -       | -       | -       | -       | -       | -            | -                 |
| 2021     | 3              | 0              | 5              | 8              | 145            | 180            | 0       | 1       | 1       | 8       | 35      | Semifinale   | Calanda Broncos   |
| 2022     | 2              | 0              | 8              | 10             | 167            | 292            | -       | -       | -       | -       | -       | -            | -                 |
| 2023     | 2              | 0              | 8              | 10             | 169            | 338            | -       | -       | -       | -       | -       | -            | -                 |
| 2024     | 3              | 0              | 7              | 10             | 194            | 253            | -       | -       | -       | -       | -       | -            | -                 |
| Totale   | 74             | 0              | 136            | 210            | 3706           | 6001           | 6       | 11      | 17      | 420     | 544     |              |                   |

Fonti: Enciclopedia del Football - A cura di Roberto Mezzetti; Sito storico SAFV

###### Lega Nazionale B/Aufbauliga/Lega B
| Stagione | regular season | regular season | regular season | regular season | regular season | regular season | playoff | playoff | playoff | playoff | playoff | playoff                  | playoff           |
|          | Vin            | Par            | Per            | Tot            | PF             | PS             | Vin     | Per     | Tot     | PF      | PS      | risultato                | avversaria        |
| -------- | -------------- | -------------- | -------------- | -------------- | -------------- | -------------- | ------- | ------- | ------- | ------- | ------- | ------------------------ | ----------------- |
| 1992     | 8              | 0              | 0              | 8              | 323            | 18             | 0       | 1       | 1       | 0       | 47      | Co-campioni/Non promossi | Zürich Renegades  |
| 1993     | 1              | 0              | 5              | 6              | 44             | 146            | -       | -       | -       | -       | -       | -                        | -                 |
| 1995     | 3              | 0              | 3              | 6              | 137            | 88             | -       | -       | -       | -       | -       | -                        | -                 |
| 1996     | 2              | 0              | 6              | 8              | 84             | 237            | 1       | 0       | 1       | 57      | 0       | Non relegati             | La Côte Scorpions |
| 1997     | 0              | 0              | 8              | 8              | 38             | 344            | 1       | 0       | 1       | 14      | 8       | Non relegati             | Monthey Rhinos    |
| 1998     | 1              | 0              | 9              | 10             | 97             | 307            | -       | -       | -       | -       | -       | -                        | -                 |
| 2000     | 2              | 0              | 6              | 8              | 43             | 173            | -       | -       | -       | -       | -       | -                        | -                 |
| 2011     | 8              | 0              | 2              | 10             | 286            | 156            | -       | -       | -       | -       | -       | -                        | -                 |
| Totale   | 25             | 0              | 39             | 64             | 1052           | 1469           | 2       | 1       | 3       | 71      | 53      |                          |                   |

Fonte: Sito storico SAFV

###### Lega Nazionale C
| Stagione | regular season | regular season | regular season | regular season | regular season | regular season | playoff | playoff | playoff | playoff | playoff | playoff    | playoff         |
|          | Vin            | Par            | Per            | Tot            | PF             | PS             | Vin     | Per     | Tot     | PF      | PS      | risultato  | avversaria      |
| -------- | -------------- | -------------- | -------------- | -------------- | -------------- | -------------- | ------- | ------- | ------- | ------- | ------- | ---------- | --------------- |
| 1999     | 6              | 0              | 2              | 8              | 170            | 62             | 0       | 2       | 2       | 14      | 46      | Semifinale | Geneva Seahawks |
| Totale   | 6              | 0              | 2              | 8              | 170            | 62             | 0       | 2       | 2       | 14      | 46      |            |                 |

Fonte: Sito storico SAFV

##### Herbst Cup A/B
| Stagione | regular season | regular season | regular season | regular season | regular season | regular season | playoff | playoff | playoff | playoff | playoff | playoff   | playoff         |
|          | Vin            | Par            | Per            | Tot            | PF             | PS             | Vin     | Per     | Tot     | PF      | PS      | risultato | avversaria      |
| -------- | -------------- | -------------- | -------------- | -------------- | -------------- | -------------- | ------- | ------- | ------- | ------- | ------- | --------- | --------------- |
| 2020     | 2              | 0              | 2              | 4              | 82             | 68             | 1       | 1       | 2       | 41      | 30      | Finale    | Calanda Broncos |
| Totale   | 2              | 0              | 2              | 4              | 82             | 68             | 1       | 1       | 2       | 41      | 30      |           |                 |

Fonti: Enciclopedia del Football - A cura di Roberto Mezzetti; Sito storico SAFV

##### Campionati giovanili

###### Under-19/Juniorenliga
| Stagione | regular season | regular season | regular season | regular season | regular season | regular season | playoff | playoff | playoff | playoff | playoff | playoff          | playoff                 |
|          | Vin            | Par            | Per            | Tot            | PF             | PS             | Vin     | Per     | Tot     | PF      | PS      | risultato        | avversaria              |
| -------- | -------------- | -------------- | -------------- | -------------- | -------------- | -------------- | ------- | ------- | ------- | ------- | ------- | ---------------- | ----------------------- |
| 1993     | 2              | 0              | 3              | 5              | 40             | 48             | -       | -       | -       | -       | -       | -                | -                       |
| 1994     | 3              | 0              | 5              | 8              | 92             | 118            | -       | -       | -       | -       | -       | -                | -                       |
| 2000     | 1              | 0              | 7              | 8              | 63             | 211            | -       | -       | -       | -       | -       | -                | -                       |
| 2001     | 6              | 0              | 3              | 9              | 261            | 98             | 0       | 1       | 1       | 18      | 38      | Semifinale       | Gladiators Beider Basel |
| 2002     | 6              | 1              | 2              | 9              | 209            | 68             | 0       | 1       | 1       | 13      | 18      | Quarti di finale | Bern Grizzlies          |
| 2003     | 4              | 0              | 5              | 9              | 160            | 139            | -       | -       | -       | -       | -       | -                | -                       |
| 2004     | 8              | 0              | 1              | 9              | 227            | 38             | 2       | 0       | 2       | 43      | 20      | Campioni         | Bienna Jets             |
| 2005     | 6              | 1              | 1              | 8              | 261            | 60             | 1       | 1       | 2       | 37      | 41      | Junior Bowl      | Geneva Seahawks         |
| 2006     | 4              | 0              | 4              | 8              | 169            | 167            | -       | -       | -       | -       | -       | -                | -                       |
| 2007     | 4              | 0              | 4              | 8              | 173            | 176            | -       | -       | -       | -       | -       | -                | -                       |
| 2008     | 7              | 0              | 3              | 10             | 265            | 112            | -       | -       | -       | -       | -       | -                | -                       |
| 2009     | 4              | 0              | 4              | 8              | 236            | 135            | 0       | 1       | 1       | 6       | 50      | Semifinale       | Calanda Broncos         |
| 2010     | 0              | 0              | 8              | 8              | 51             | 241            | -       | -       | -       | -       | -       | -                | -                       |
| 2011     | 8              | 0              | 1              | 9              | 197            | 67             | 0       | 1       | 1       | 22      | 28      | Semifinale       | Gladiators Beider Basel |
| 2012     | 1              | 1              | 8              | 10             | 101            | 333            | -       | -       | -       | -       | -       | -                | -                       |
| 2013     | 4              | 0              | 6              | 10             | 209            | 353            | 0       | 1       | 1       | 22      | 40      | Semifinale       | Calanda Broncos         |
| 2014     | 3              | 0              | 7              | 10             | 219            | 265            | -       | -       | -       | -       | -       | -                | -                       |
| 2015     | 6              | 1              | 3              | 10             | 219            | 137            | 1       | 1       | 2       | 21      | 33      | Junior Bowl      | Calanda Broncos         |
| 2016     | 4              | 0              | 6              | 10             | 105            | 176            | 0       | 1       | 1       | 7       | 41      | Semifinale       | Gladiators Beider Basel |
| Totale   | 81             | 4              | 81             | 166            | 3247           | 2932           | 4       | 8       | 12      | 189     | 309     |                  |                         |

Fonte: Sito storico SAFV

###### Under-16
| Stagione | regular season | regular season | regular season | regular season | regular season | regular season | playoff | playoff | playoff | playoff | playoff | playoff     | playoff                 |
|          | Vin            | Par            | Per            | Tot            | PF             | PS             | Vin     | Per     | Tot     | PF      | PS      | risultato   | avversaria              |
| -------- | -------------- | -------------- | -------------- | -------------- | -------------- | -------------- | ------- | ------- | ------- | ------- | ------- | ----------- | ----------------------- |
| 2011     | 0              | 1              | 5              | 6              | 76             | 256            | -       | -       | -       | -       | -       | -           | -                       |
| 2012     | 4              | 0              | 2              | 6              | 206            | 81             | 0       | 1       | 1       | 6       | 36      | Terzo posto | Gladiators Beider Basel |
| 2013     | 5              | 0              | 1              | 6              | 194            | 44             | 1       | 0       | 1       | 18      | 7       | Campioni    | Basel Meanmachine       |
| 2014     | 5              | 0              | 0              | 5              | 244            | 14             | 2       | 0       | 2       | 62      | 3       | Campioni    | Gladiators Beider Basel |
| 2015     | 0              | 0              | 5              | 5              | 38             | 156            | -       | -       | -       | -       | -       | -           | -                       |
| 2016     | 5              | 0              | 1              | 6              | 186            | 20             | 2       | 0       | 2       | 36      | 27      | Campioni    | Bern Grizzlies          |
| Totale   | 19             | 1              | 14             | 34             | 944            | 571            | 5       | 1       | 6       | 122     | 73      |             |                         |

Fonte: Sito storico SAFV

### Flag football

#### Tornei nazionali

##### Campionato Ultimate
| Stagione | regular season | regular season | regular season | regular season | regular season | regular season | playoff | playoff | playoff | playoff | playoff | playoff   | playoff    |
|          | Vin            | Par            | Per            | Tot            | PF             | PS             | Vin     | Per     | Tot     | PF      | PS      | risultato | avversaria |
| -------- | -------------- | -------------- | -------------- | -------------- | -------------- | -------------- | ------- | ------- | ------- | ------- | ------- | --------- | ---------- |
| 2010     | 0              | 0              | 10             | 10             | 136            | 441            | -       | -       | -       | -       | -       | -         | -          |
| 2011     | 2              | 1              | 11             | 14             | 329            | 616            | -       | -       | -       | -       | -       | -         | -          |
| 2012     | 2              | 0              | 12             | 14             | 309            | 656            | -       | -       | -       | -       | -       | -         | -          |
| 2013     | 3              | 0              | 13             | 16             | 350            | 734            | -       | -       | -       | -       | -       | -         | -          |
| Totale   | 7              | 1              | 46             | 54             | 1124           | 2447           | -       | -       | -       | -       | -       |           |            |

Fonte: Sito storico SAFV

##### Campionati giovanili

###### Under-16
| Stagione | regular season | regular season | regular season | regular season | regular season | regular season | playoff | playoff | playoff | playoff | playoff | playoff    | playoff                     |
|          | Vin            | Par            | Per            | Tot            | PF             | PS             | Vin     | Per     | Tot     | PF      | PS      | risultato  | avversaria                  |
| -------- | -------------- | -------------- | -------------- | -------------- | -------------- | -------------- | ------- | ------- | ------- | ------- | ------- | ---------- | --------------------------- |
| 2004     | 3              | 1              | 4              | 8              | 251            | 246            | -       | -       | -       | -       | -       | -          | -                           |
| 2004     | 3              | 1              | 4              | 8              | 212            | 284            | -       | -       | -       | -       | -       | -          | -                           |
| 2005     | 2              | 0              | 6              | 8              | 160            | 336            | -       | -       | -       | -       | -       | -          | -                           |
| 2005     | 1              | 1              | 6              | 8              | 192            | 317            | -       | -       | -       | -       | -       | -          | -                           |
| 2006     | 2              | 0              | 6              | 8              | 202            | 303            | -       | -       | -       | -       | -       | -          | -                           |
| 2007     | 7              | 0              | 5              | 12             | 412            | 378            | 1       | 1       | 2       | 59      | 63      | Finale     | Schwyz Rocks                |
| 2008     | 3              | 0              | 11             | 14             | 222            | 592            | -       | -       | -       | -       | -       | -          | -                           |
| 2009     | 5              | 1              | 6              | 12             | 383            | 419            | 0       | 1       | 1       | 13      | 68      | Semifinale | Sankt Gallen Raiders Vipers |
| 2009     | 0              | 0              | 12             | 12             | 154            | 589            | -       | -       | -       | -       | -       | -          | -                           |
| 2010     | -              | -              | -              | -              | -              | -              | 0       | 1       | 1       | 14      | 32      | Semifinale | Geneva Seahawks             |
| 2011     | 2              | 0              | 10             | 12             | 143            | 491            | 0       | 1       | 1       | 7       | 52      | Semifinale | Geneva Seahawks             |
| 2012     | 1              | 0              | 11             | 12             | 141            | 631            | -       | -       | -       | -       | -       | -          | -                           |
| Totale   | 29             | 4              | 81             | 114            | 2674           | 4586           | 1       | 4       | 5       | 93      | 215     |            |                             |

Fonte: Sito storico SAFV

###### Under-15
| Stagione | regular season | regular season | regular season | regular season | regular season | regular season | playoff | playoff | playoff | playoff | playoff | playoff    | playoff         |
|          | Vin            | Par            | Per            | Tot            | PF             | PS             | Vin     | Per     | Tot     | PF      | PS      | risultato  | avversaria      |
| -------- | -------------- | -------------- | -------------- | -------------- | -------------- | -------------- | ------- | ------- | ------- | ------- | ------- | ---------- | --------------- |
| 2004     | 7              | 1              | 0              | 8              | 321            | 120            | -       | -       | -       | -       | -       | -          | -               |
| 2004     | 5              | 1              | 2              | 8              | 318            | 142            | -       | -       | -       | -       | -       | -          | -               |
| 2004     | 4              | 0              | 4              | 8              | 182            | 215            | -       | -       | -       | -       | -       | -          | -               |
| 2005     | 9              | 0              | 0              | 9              | 305            | 134            | 1+?     | 0+?     | 2       | 33+?    | 28+?    | ?          | ?               |
| 2005     | 6              | 2              | 1              | 9              | 248            | 148            | 1+?     | 0+?     | 2       | 34+?    | 6+?     | ?          | ?               |
| 2006     | 5              | 1              | 2              | 8              | 239            | 219            | 1       | 1       | 2       | 39      | 48      | Finale     | Rafz Bulldogs   |
| 2007     | 12             | 0              | 0              | 12             | 536            | 200            | 1       | 1       | 2       | 86      | 60      | Finale     | Calanda Broncos |
| 2008     | 9              | 0              | 1              | 10             | 382            | 166            | 1       | 1       | 2       | 64      | 30      | Finale     | Geneva Seahawks |
| 2009     | 3              | 0              | 5              | 8              | 193            | 289            | 0       | 1       | 1       | 36      | 58      | Semifinale | Geneva Seahawks |
| Totale   | 60             | 5              | 15             | 80             | 2724           | 1733           | 6       | 5       | 11      | 329     | 267     |            |                 |

Fonte: Sito storico SAFV

###### Under-13
| Stagione | regular season | regular season | regular season | regular season | regular season | regular season | playoff | playoff | playoff | playoff | playoff | playoff    | playoff                            |
|          | Vin            | Par            | Per            | Tot            | PF             | PS             | Vin     | Per     | Tot     | PF      | PS      | risultato  | avversaria                         |
| -------- | -------------- | -------------- | -------------- | -------------- | -------------- | -------------- | ------- | ------- | ------- | ------- | ------- | ---------- | ---------------------------------- |
| 2004     | 8              | 0              | 0              | 8              | 425            | 31             | -       | -       | -       | -       | -       | -          | -                                  |
| 2004     | 4              | 0              | 4              | 8              | 188            | 192            | -       | -       | -       | -       | -       | -          | -                                  |
| 2005     | 9              | 0              | 0              | 9              | 434            | 34             | 1+?     | 0+?     | 2       | 38+?    | 14+?    | ?          | ?                                  |
| 2005     | 8              | 0              | 0              | 8              | 284            | 61             | 1+?     | 0+?     | 2       | 14+?    | 6+?     | ?          | ?                                  |
| 2006     | 8              | 0              | 0              | 8              | 419            | 41             | 2       | 0       | 2       | 104     | 13      | Campioni   | Rafz Bulldogs 2                    |
| 2007     | 12             | 0              | 0              | 12             | 551            | 147            | 1       | 1       | 2       | 47+?    | 52+?    | Finale     | Zürich Renegades Thomahawks        |
| 2008     | 1              | 0              | 7              | 8              | 64             | 210            | 0       | 1       | 1       | 6       | 47      | Semifinale | Gladiators Beider Basel Flagiators |
| 2009     | 0              | 0              | 8              | 8              | 37             | 433            | 0       | 1       | 1       | 0       | 50      | Semifinale | Geneva Seahawks                    |
| 2010     | 1              | 0              | 7              | 8              | 151            | 312            | 0       | 1       | 1       | 12      | 37      | Semifinale | Geneva Seahawks                    |
| 2011     | 4              | 0              | 8              | 12             | 254            | 348            | 0       | 1       | 1       | 9       | 44      | Semifinale | Rafz Bulldogs                      |
| 2013     | 0              | 0              | 8              | 8              | 74             | 360            | -       | -       | -       | -       | -       | -          | -                                  |
| 2014     | 2              | 0              | 6              | 8              | 91             | 250            | 0       | 1       | 1       | 0       | 49      | Semifinale | Geneva Seahawks                    |
| 2015     | 4              | 0              | 6              | 10             | 206            | 207            | 0       | 1       | 1       | 12      | 44      | Semifinale | Calanda Broncos                    |
| 2016     |                |                |                |                |                |                |         |         |         |         |         |            |                                    |
| Totale   | 61             | 0              | 54             | 115            | 3178           | 2626           | 5+?     | 7+?     | 12+?    | 242+?   | 356+?   |            |                                    |

Fonte: Sito storico SAFV

### Riepilogo fasi finali disputate
| Anno              | Luogo      | Evento           | Fase del torneo       | Incontro                                | Risultato       |
| 28 giugno 1992    |            | Lega Nazionale B | Spareggio promozione  | Winterthur Warriors - Zürich Renegades  | 0 - 47          |
| 7 luglio 1996     |            | Lega Nazionale B | Spareggio relegazione | La Côte Scorpions - Winterthur Warriors | 0 - 57          |
| 6 luglio 1997     |            | Lega Nazionale B | Spareggio relegazione | Monthey Rhinos - Winterthur Warriors    | 8 - 14          |
| 22-29 agosto 1999 |            | Lega Nazionale C | Semifinali LNB-LNC    | Geneva Seahawks - Winterthur Warriors   | 34 - 14, 12 - 0 |
| 26 settembre 2004 | Grenchen   | Campionato       | Swiss Bowl            | Zürich Renegades - Winterthur Warriors  | 54 - 13         |
| 16 luglio 2005    | Winterthur | Lega Nazionale A | Swiss Bowl            | Winterthur Warriors - Zürich Renegades  | 14 - 37         |
| 15 luglio 2006    | Berna      | Lega Nazionale A | Swiss Bowl            | Winterthur Warriors - Zürich Renegades  | 21 - 13         |
| 14 luglio 2007    | Berna      | Lega Nazionale A | Swiss Bowl            | Bern Grizzlies - Winterthur Warriors    | 24 - 17         |
| 12 luglio 2009    |            | Lega Nazionale A | Semifinale            | Zürich Renegades - Winterthur Warriors  | 51 - 46         |
| 11 luglio 2010    |            | Lega Nazionale A | Spareggio relegazione | Winterthur Warriors - Basel Meanmachine | 27 - 32         |
| 15 luglio 2012    |            | Lega Nazionale A | Spareggio relegazione | Basel Meanmachine - Winterthur Warriors | 6 - 19          |
| 29 giugno 2013    | Coira      | Lega Nazionale A | Semifinale            | Calanda Broncos - Winterthur Warriors   | 54 - 7          |
| 4 luglio 2015     | Coira      | Lega Nazionale A | Semifinale            | Calanda Broncos - Winterthur Warriors   | 45 - 6          |
| 2 luglio 2016     | Coira      | Lega Nazionale A | Semifinale            | Calanda Broncos - Winterthur Warriors   | 52 - 21         |
| 1º luglio 2017    | Coira      | Lega Nazionale A | Semifinale            | Calanda Broncos - Winterthur Warriors   | 49 - 15         |
| 30 giugno 2018    | Coira      | Lega Nazionale A | Semifinale            | Calanda Broncos - Winterthur Warriors   | 55 - 6          |
| 10 ottobre 2020   |            | Herbst Cup A/B   | Finale                | Calanda Broncos - Winterthur Warriors   | 21 - 6          |
| 25 settembre 2021 |            | Lega Nazionale A | Semifinale            | Calanda Broncos - Winterthur Warriors   | 35 - 8          |

## Palmarès
- 1 Swissbowl (2006)
- 1 Lega B (1992)
- 1 Junior Bowl (2004)
- 3 Finali Under-16 (2013, 2014, 2016)
- 2 Flagbowl Under-15 (2004, 2005)
- 3 Flagbowl Under-13 (2004-2006)